# Kötlutangi
Le Kötlutangi, toponyme islandais signifiant littéralement en français « le cap du Katla », est un cap d'Islande qui constitue la pointe méridionale de l'île principale de ce pays. Il se trouve dans le Sud du Mýrdalssandur, au sud-est du Katla, à l'est de Vík í Mýrdal.